# Anochetus ghilianii
Anochetus ghilianii é uma espécie de formiga do gênero Anochetus, pertencente à subfamília Ponerinae.